# M4V
El formato de archivo M4V es un formato contenedor de vídeo desarrollado por Apple muy similar al formato MP4. La diferencia principal es que los archivos M4V pueden estar protegidos de manera opcional por la gestión de derechos digitales y la protección de copia.
Apple utiliza M4V en su tienda iTunes para codificar archivos de vídeo de episodios de series, películas y vídeos musicales. El copyright de los archivos M4V puede estar protegido por FairPlay (DRM), la tecnología de gestión de derechos digitales creada por Apple. Para ejecutar un archivo protegido M4V, el ordenador necesita ser autorizado (utilizando iTunes) con la cuenta usada para comprar el vídeo. Sin embargo, los archivos M4V que no están protegidos pueden ser reconocidos y ejecutados por otros programas de vídeo cambiando la extensión de archivo de ".m4v" a ".mp4". En QuickTime, los vídeos M4V protegidos con FairPlay se identifican como AVC0 Media.
Aparte de por Apple iTunes y el reproductor QuickTime de Apple, los archivos M4V pueden abrirse y ejecutarse con Media Player Classic, KMPlayer, RealPlayer, Zoom Player, VLC media player, MPlayer, DivX, y Nero Showtime (incluido en la Nero Multimedia Suite). El formato, cuando se elimina el DRM, también puede ejecutarse en el reproductor de vídeo webOS para usarse en los dispositivos Palm Pre y Palm Pixi. También se puede usar con el reproductor de vídeo del sistema operativo de Android. Se utiliza como el formato predeterminado de conversión de vídeo para HandBrake y el Air Video Server en Macintosh.
Los archivos M4V generados por HandBrake también pueden ser reproducidos en la PlayStation 3, con soporte Dolby Digital 5.1 surround completo.